# Gliese 412
Gliese 412 é um par de estrelas que compartilham um movimento próprio comum através do espaço e acredita-se que as duas estrelas formam um sistema estelar binário. O par tem uma separação angular de 31,4" em um ângulo de posição de 126,1°. Elas estão localizadas a cerca de 15,8 anos-luz de distante a partir do Sol na constelação de Ursa Major. Ambas são estrelas anãs vermelhas relativamente fracas.

## Características
Os dois componentes estelares desse sistema estão atualmente separados um do outro por cerca de 190 UA. A estrela primária tem cerca de 48% da massa do Sol, enquanto a secundária tem apenas 10%. A primária tem uma velocidade de rotação no equador estimada de menos de 3 km/s. A secundária tem uma velocidade de rotação de 7,7 ± 1,7 km/s.
A estrela principal teve suas variações da velocidade radial monitorada que poderia ser causadas por um companheiro de massa semelhante a de Júpiter em um curto período orbital. Porém, não foi apresentado nenhum excesso significativo de variação da velocidade radial que poderia ser atribuído a um planeta. Uma pesquisa do sistema usando interferometria também não conseguiu detectar um companheiro que orbita a distâncias de 1-10 UA. Também não foi detectada uma anã marrom orbitando dentro deste sistema.

## Fonte de raios X
A secundária é uma estrela de brilho variável que é referida como WX Ursae Majoris. Caracteriza-se como um tipo de estrela variável UV Ceti que exibe aumentos poucos frequentes em sua luminosidade. Foi observado o aumento do brilho desta estrela já em 1939 pelo astrônomo neerlandês Adriaan van Maanen.
A componente B (WX Ursa Maior) foi identificada como uma fonte de raios X, enquanto que nenhuma emissão significativa de raios X foi detectada a partir da componente A. Este sistema não tinham sido estudado em raios X anteriores à ROSAT.